# Aeroportul Internațional Mariscal Lamar
Aeroportul Internațional Mariscal Lamar (IATA: CUE, ICAO: SECU) este un aeroport din Ecuador ce deservește zona Cuenca, Ecuador. Aeroportul a fost tranzitat în 2018 de 179.384 de pasageri. A fost numit după José de La Mar⁠(d).
Situat la o altitudine de 2.531 m, aeroportul dispune de o singură pistă.